# بطولة آسيا تحت 16 سنة لكرة القدم 2008
كانت بطولة آسيا تحت 16 سنة لكرة القدم 2008 المنافسة الثالثة عشرة من بطولة آسيا تحت 16 سنة لكرة القدم التي ينظمها الاتحاد الآسيوي لكرة القدم (AFC)، وعقدت في الفترة ما بين 4 و19 أكتوبر 2008 في طشقند، أوزبكستان. أقيمت التصفيات في عام 2007 من 17–28 أكتوبر.
فازت إيران بلقبها الأولى بعد تغلبها على كوريا الجنوبية 2–1 في المباراة النهائية.

## المنافسة التأهيلية
| - أستراليا - البحرين - الصين - الهند | - إندونيسيا - إيران - اليابان - كوريا الجنوبية | - ماليزيا - السعودية - سنغافورة - سوريا | - تركمانستان - الإمارات العربية المتحدة - اليمن - أوزبكستان (البلد المضيف) |  |

## الملاعب
| المدينة | الملعب                            | السعة  |
| ------- | --------------------------------- | ------ |
| طشقند   | ملعب باختاكور                     | 55,000 |
| طشقند   | ملعب الجيش الرياضي الحربي المركزي | 15,000 |

## مرحلة المجموعات
جميع الأوقات محلية (ت ع م+5)
في الجداول التالية:
- نقاط = مجموع النقاط المتراكمة
- لعب = مجموع المباريات الملعوبة
- ف = مجموع المباريات التي فاز بها
- ت = مجموع المباريات التي تعادل بها
- خ = مجموع المباريات التي خسرها
- له = مجموع الأهداف المسجلة (أهداف لصالح)
- عليه = مجموع الأهداف التي استقبلها (أهداف ضد)
- ف.أ = فرق الأهداف (له−عليه)

### المجموعة أ
| فريق      | نقاط | لعب | ف | ت | خ | له | عليه | ف.أ |
| --------- | ---- | --- | - | - | - | -- | ---- | --- |
| إيران     | 9    | 3   | 3 | 0 | 0 | 8  | 2    | +6  |
| أوزبكستان | 6    | 3   | 2 | 0 | 1 | 10 | 2    | +8  |
| البحرين   | 3    | 3   | 1 | 0 | 2 | 3  | 4    | −1  |
| سنغافورة  | 0    | 3   | 0 | 0 | 3 | 1  | 14   | −13 |

| سنغافورة | 0–7     | أوزبكستان                                                                        |
| -------- | ------- | -------------------------------------------------------------------------------- |
|          | (تقرير) | عبد اللهئيف 10' (ركلة.)، 86' · غاباروف 20' · أوتكين 23'، 90+1' · غالييف 81'، 89' |

| إيران                   | 2–0     | البحرين |
| ----------------------- | ------- | ------- |
| صادقيان 72' · رضائي 83' | (تقرير) |         |

| أوزبكستان       | 1–2     | إيران                 |
| --------------- | ------- | --------------------- |
| محي الدينوف 80' | (تقرير) | يغانه 27' · رضائي 55' |

| البحرين                         | 3–0     | سنغافورة |
| ------------------------------- | ------- | -------- |
| أحمد 41' · سعيد 58' · سلمان 75' | (تقرير) |          |

| إيران                                                     | 4–1     | سنغافورة    |
| --------------------------------------------------------- | ------- | ----------- |
| غلبرغ 31' · درويشي 51' · تشانغ 67' (هـ.ذ.) · قلي زاده 85' | (تقرير) | ر. محمد 81' |

| أوزبكستان                          | 2–0     | البحرين |
| ---------------------------------- | ------- | ------- |
| عبد الرحمنوف 44' · محي الدينوف 51' | (تقرير) |         |

### المجموعة ب
| فريق           | نقاط | لعب | ف | ت | خ | له | عليه | ف.أ |
| -------------- | ---- | --- | - | - | - | -- | ---- | --- |
| كوريا الجنوبية | 7    | 3   | 2 | 1 | 0 | 15 | 3    | +12 |
| سوريا          | 7    | 3   | 2 | 1 | 0 | 6  | 2    | +4  |
| الهند          | 3    | 3   | 1 | 0 | 2 | 3  | 8    | −5  |
| إندونيسيا      | 0    | 3   | 0 | 0 | 3 | 1  | 12   | −11 |

| كوريا الجنوبية                                                             | 5–2     | الهند               |
| -------------------------------------------------------------------------- | ------- | ------------------- |
| كيم دونغ-جين 3' · لي تشانغ 49'، 61' · ريم تشانغ-وو 52' · سون هيونغ-مين 72' | (تقرير) | لالرينديكا 69'، 88' |

| سوريا                 | 2–1     | إندونيسيا  |
| --------------------- | ------- | ---------- |
| جمعة 25' · م. علي 66' | (تقرير) | ياغالو 36' |

| إندونيسيا | 0–9     | كوريا الجنوبية |
| --------- | ------- | --- |
|           | (تقرير) | لي دونغ-نيك 4' · كيم جين-سو 5' · ريم تشانغ-وو 15' · لي جونغ-هو 29'، 80'، 90+1' · سون هيونغ-مين 65'، 75' · كيم دونغ-مين 86' |

| الهند | 0–3     | سوريا                                                |
| ----- | ------- | ---------------------------------------------------- |
|       | (تقرير) | الخضر 44' · ديفراني 66' (هـ.ذ.) · تشيتري 72' (هـ.ذ.) |

| سوريا      | 1–1     | كوريا الجنوبية   |
| ---------- | ------- | ---------------- |
| م. علي 63' | (تقرير) | ريم تشانغ-وو 80' |

| إندونيسيا | 0–1     | الهند    |
| --------- | ------- | -------- |
|           | (تقرير) | سينغ 24' |

### المجموعة ج
| فريق       | نقاط | لعب | ف | ت | خ | له | عليه | ف.أ |
| ---------- | ---- | --- | - | - | - | -- | ---- | --- |
| أستراليا   | 9    | 3   | 3 | 0 | 0 | 11 | 2    | +9  |
| السعودية   | 4    | 3   | 1 | 1 | 1 | 6  | 4    | +2  |
| الصين      | 4    | 3   | 1 | 1 | 1 | 4  | 4    | 0   |
| تركمانستان | 0    | 3   | 0 | 0 | 3 | 1  | 12   | −11 |

| الصين                      | 2–1     | تركمانستان  |
| -------------------------- | ------- | ----------- |
| نان يونتشي 32' · غو يي 83' | (تقرير) | دوردييف 30' |

| السعودية    | 1–3     | أستراليا                       |
| ----------- | ------- | ------------------------------ |
| الغامدي 83' | (تقرير) | دومينيتشي 14'، 30' · هاميل 49' |

| أستراليا                      | 2–1     | الصين                     |
| ----------------------------- | ------- | ------------------------- |
| لوم 16' (ركلة.) · إبراهيم 50' | (تقرير) | جين جينغداو 45+1' (ركلة.) |

| تركمانستان | 0–4     | السعودية                                     |
| ---------- | ------- | -------------------------------------------- |
|            | (تقرير) | العوفي 22'، 54' · الشهراني 32' · العسيري 48' |

| الصين         | 1–1     | السعودية       |
| ------------- | ------- | -------------- |
| يو باوباو 52' | (تقرير) | عبد الرحيم 71' |

| أستراليا                                                               | 6–0     | تركمانستان |
| ---------------------------------------------------------------------- | ------- | ---------- |
| كانتاروفسكي 7' · يابيو 32' · غاباري 43'، 48' · بيتراتوس 63' · وارن 65' | (تقرير) |            |

### المجموعة د
| فريق                     | نقاط | لعب | ف | ت | خ | له | عليه | ف.أ |
| ------------------------ | ---- | --- | - | - | - | -- | ---- | --- |
| اليابان                  | 9    | 3   | 3 | 0 | 0 | 13 | 1    | +12 |
| الإمارات العربية المتحدة | 3    | 2   | 1 | 0 | 1 | 4  | 8    | −4  |
| ماليزيا                  | 3    | 3   | 1 | 0 | 2 | 5  | 7    | −2  |
| اليمن1                   | 0    | 2   | 0 | 0 | 2 | 0  | 6    | −6  |

ملاحظة: الإمارات العربية المتحدة ترتيبها أعلى من ماليزيا بالنظر إلى النتيجة المباشرة (3–2).
| اليابان                                       | 4–0     | ماليزيا |
| --------------------------------------------- | ------- | ------- |
| شيباساكي 32' · أوسامي 34'، 70' · مييايوشي 65' | (تقرير) |         |

| اليمن | 1–1 (أبطلت2) | الإمارات العربية المتحدة |
| ----- | ------------ | ------------------------ |
|       | (تقرير)      |                          |

| ماليزيا | 0-3     | اليمن |
| ------- | ------- | ----- |
|         | (تقرير) |       |

| الإمارات العربية المتحدة | 1–6     | اليابان                                                 |
| ------------------------ | ------- | ------------------------------------------------------- |
| حديد 76' (ركلة.)         | (تقرير) | مييايوشي 7'، 16'، 57' · أوتشيدا 60' · سوغيموتو 72'، 88' |

| اليابان | 0-3     | اليمن |
| ------- | ------- | ----- |
|         | (تقرير) |       |

| الإمارات العربية المتحدة            | 3–2     | ماليزيا                |
| ----------------------------------- | ------- | ---------------------- |
| الصفار 16' · حسين 28' · العامري 58' | (تقرير) | بخاري 68' (ركلة.)، 72' |

- 1طرد اليمن من المنافسة لإشراكه لاعباً فوق السن المسموح به، وسام صالح أحمد الورافي.[1]
- 2تم اعتبار مباراة اليمن والإمارات العربية المتحدة لاغية وباطلة بسبب إشراك الإمارات العربية المتحدة لاعب موقوف، هداف العامري.

## مراحل خروج المغلوب
جميع الأوقات محلية (ت ع م+5)

### المخطط
|  | ربع النهائي              | ربع النهائي    |                          |   | نصف النهائي | نصف النهائي |  |  | النهائي | النهائي |
|  |                          |                |                          |   |             |             |  |  |         |         |
|  | 12 أكتوبر                |                |                          |   |             |             |  |  |         |         |
|  |                          |                |                          |   |             |             |  |  |         |         |
|  | إيران                    | 2              |                          |   |             |             |  |  |         |         |
|  | إيران                    | 2              | 15 أكتوبر                |   |             |             |  |  |         |         |
|  | سوريا                    | 0              |                          |   |             |             |  |  |         |         |
|  | سوريا                    | 0              | إيران                    | 3 |             |             |  |  |         |         |
|  | 12 أكتوبر                |                | إيران                    | 3 |             |             |  |  |         |         |
|  |                          |                | الإمارات العربية المتحدة | 0 |             |             |  |  |         |         |
|  | أستراليا                 | 2              | الإمارات العربية المتحدة | 0 |             |             |  |  |         |         |
|  | أستراليا                 | 2              | 18 أكتوبر                |   |             |             |  |  |         |         |
|  | الإمارات العربية المتحدة | 3              |                          |   |             |             |  |  |         |         |
|  | الإمارات العربية المتحدة | 3              | إيران                    | 2 |             |             |  |  |         |         |
|  | 12 أكتوبر                |                | إيران                    | 2 |             |             |  |  |         |         |
|  |                          | كوريا الجنوبية | 1                        |   |             |             |  |  |         |         |
|  | كوريا الجنوبية           | كوريا الجنوبية | 1                        | 3 |             |             |  |  |         |         |
|  | كوريا الجنوبية           | 15 أكتوبر      |                          | 3 |             |             |  |  |         |         |
|  | أوزبكستان                | 0              |                          |   |             |             |  |  |         |         |
|  | أوزبكستان                | 0              | كوريا الجنوبية           | 2 |             |             |  |  |         |         |
|  | 12 أكتوبر                |                | كوريا الجنوبية           | 2 |             |             |  |  |         |         |
|  |                          |                | اليابان                  | 1 |             |             |  |  |         |         |
|  | اليابان                  | 2              | اليابان                  | 1 |             |             |  |  |         |         |
|  | اليابان                  | 2              |                          |   |             |             |  |  |         |         |
|  | السعودية                 | 0              |                          |   |             |             |  |  |         |         |
|  | السعودية                 | 0              |                          |   |             |             |  |  |         |         |
|  |                          |                |                          |   |             |             |  |  |         |         |

### ربع النهائي
| إيران          | 2–0     | سوريا |
| -------------- | ------- | ----- |
| رضائي 79'، 90' | (تقرير) |       |

| كوريا الجنوبية                                      | 3–0     | أوزبكستان |
| --------------------------------------------------- | ------- | --------- |
| كيم دونغ-جين 12' · سون هيونغ-مين 54' · لي تشانغ 72' | (تقرير) |           |

| أستراليا                       | 2–3     | الإمارات العربية المتحدة  |
| ------------------------------ | ------- | ------------------------- |
| كانتاروفسكي 48' · سينزبوري 57' | (تقرير) | حديد 7'، 62' · محمد 90+1' |

| اليابان                         | 2–0     | السعودية |
| ------------------------------- | ------- | -------- |
| سوغيموتو 38' · عطيف 45' (هـ.ذ.) | (تقرير) |          |

### نصف النهائي
| إيران                               | 3–0     | الإمارات العربية المتحدة |
| ----------------------------------- | ------- | ------------------------ |
| دباغ 59' · إيماني 77' · رضائي 90+3' | (تقرير) |                          |

| كوريا الجنوبية                    | 2–1     | اليابان    |
| --------------------------------- | ------- | ---------- |
| كيم دونغ-جين 4' · لي دونغ-نيك 26' | (تقرير) | أوتشيدا 2' |

### النهائي
| إيران                  | 2–1     | كوريا الجنوبية |
| ---------------------- | ------- | -------------- |
| طالبات 38' · رضائي 62' | (تقرير) | لي تشانغ 90+3' |

## الفائز
| فائز بطولة آسيا تحت 16 سنة لكرة القدم 2008 |
| ------------------------------------------ |
| · إيران · للمرة الأولى                     |

## الجوائز
| أفضل لاعب  | الهداف     | جائزة اللعب النظيف |
| ---------- | ---------- | ------------------ |
| لي جونغ-هو | كاوه رضائي | كوريا الجنوبية     |

## مسجلي الأهداف
6 أهداف
- كاوه رضائي

4 أهداف
- تاكومي مييايوشي
- سون هيونغ-مين
- لي تشانغ

3 أهداف
- كنيو سوغيموتو
- لي جونغ-هو
- ريم تشانغ-وو
- كيم دونغ-جين
- فهد حديد

هدفين
- ستيفن دومينيتشي
- داناي غاباري
- بن كانتاروفسكي
- لالرينديكا رالتي
- تاكاشي أوسامي
- تاتسويا أوتشيدا
- لي دونغ-نيك
- أحمد العوفي
- محمد بخاري
- محمد علي
- عبد المطلب عبد اللهئيف
- ألكساندر غالييف
- آية الله خان محي الدينوف
- ماكسيم أوتكين

هدف
- بريندان هاميل
- كمال إبراهيم
- جاريد لوم
- تيدروس يابيو
- ديميتري بيتراتوس
- مارك وارن
- ترنت سينزبروي
- سلمان أحمد سالم
- ضياء سلمان
- سيد ضياء سعيد
- غو يي
- جين جينغداو
- نان يونتشي
- يو باوباو
- مانانديف سينغ
- فافا ماريو ياغالو
- بيام صادقيان
- مهرداد يغانه
- مهرغان غلبرغ
- علي درويشي
- فرهاد قلي زاده
- أكبر إيماني
- بهرام دباغ
- محسن طالبات
- غاكو شيباساكي
- كيم دونغ-مين
- كيم جين-سو
- نواف الغامدي
- محمد العسيري
- ياسر الشهراني
- يوسف عبد الرحيم
- رحمان محمد
- أسعد الخضر
- ربيع جمعة
- ديدار دوردييف
- بوبور عبد الرحمنوف
- أيوبخان غاباروف
- مروان الصفار
- محمد حسين
- هداف العامري
- عبد الله محمد

أهداف ذاتية
- أشيش تشيتري (1) (لصالح سوريا)
- ديباك ديفراني (1) (لصالح سوريا)
- عبد الله عطيف (1) (لصالح اليابان)
- كينيث تشانغ (1) (لصالح إيران)

## البلدان التي ستشارك في كأس العالم تحت 17 سنة لكرة القدم 2009
تأهلت أربعة فرق بلغت نصف النهائي لكأس العالم تحت 17 سنة لكرة القدم 2009.
- إيران
- الإمارات العربية المتحدة
- اليابان
- كوريا الجنوبية

## روابط خارجية
- الصفحة الرسمية على موقع الاتحاد الآسيوي لكرة القدم
- التفاصيل على Goalzz.com